# Polycarpa obscura
Polycarpa obscura är en sjöpungsart som beskrevs av Heller 1878. Polycarpa obscura ingår i släktet Polycarpa och familjen Styelidae. Inga underarter finns listade i Catalogue of Life.